# District scolaire 5 (Nouveau-Brunswick)
Le district scolaire 5 aussi appelé L'étoile du Nord est un district scolaire francophone de la province canadienne du Nouveau-Brunswick. Il recouvre la région centrale et orientale du comté de Restigouche (Dalhousie-Campbellton) ainsi que la région de la Baie des Chaleurs (Bathurst et les environs).

## Mission et vision
Les grandes lignes de l'orientation professionnelle du District scolaire 5 touchent particulièrement les aspects culturels et professionnels. 

### Mission
« Le District scolaire 5 L'Étoile du Nord a pour mission d'être un milieu propice aux apprentissages où les élèves s'engagent dans la construction de leurs compétences afin d'apprendre toute leur vie et de contribuer en tant que francophones à une société en perpétuel changement. »
Analyse
Comment pourrait-on décrire cette mission? En fait, elle s'inscrit dans le courant constructiviste/socioconstructiviste en éducation par l'emploi même de l'expression « les élèves s'engagent dans la construction de leurs compétences ». Par compétence, les auteurs de cette mission semblent faire appel tant aux notions de savoir, de savoir-faire (habiletés) et de savoir-être (attitudes).
Également, le thème de la francophonie apparaît dans l'énoncé. Cela donne ainsi la charge au personnel enseignant et non enseignant de promouvoir l'usage du français ainsi que des éléments de la culture francophone et acadienne, soit de freiner l'assimilation.
Le thème de la société en perpétuel changement fait référence aux changements de mentalités et à l'évolution de la science et des technologies qui se font ressentir à l'époque actuelle.

### Vision
« Des élèves qui construisent leurs savoirs grâce à un enseignement de qualité »
Analyse
L'enseignement de qualité est un objectif atteignable, mais sans efforts et temps. Ainsi, par cette vision, le district est responsable de prendre des mesures pour atteindre cet objectif.

## Historique
Créé après la réforme Duffie en éducation dans les années 1990, ce district comprenait originellement les écoles de la région restigouchoise. Il était donc constitué de trois anciens districts scolaires, soit du district 35 (Restigouche-Est : Dalhousie, Balmoral, Eel River Crossing, Charlo), du district 41 (Restigouche-Centre : Campbellton, Val-d'Amours, Saint-Arthur, Atholville) et du district (?) (Restigouche-Ouest : Kedgwick, Saint-Quentin).
Vers la fin des années 1990, l'on fusionna l'ancien District scolaire 7 (Région Chaleur : Bathurst, Beresford, Pointe-Verte à St-Sauveur) avec le district 5. Cependant, pour ainsi égaliser le territoire, les écoles du Restigouche-Ouest (St-Quentin, Kedgwick) passèrent au district scolaire 3 (Grand-Sault).

## Écoles

### Écoles primaires et intermédiaires
Section Chaleur
- École La Découverte (Saint-Sauveur)
- École François-Xavier Daigle (Allardville)
- École Académie Assomption (Bathurst-Est)
- École Cité de l'Amitié (Bathurst-Ouest)
- École Place-des-Jeunes (Bathurst)
- École Le Carrefour Étudiant (Beresford)
- École Le Domaine Étudiant (Petit-Rocher)
- École Le Tournesol (Petit-Rocher)
- École La Croisée (Robertville)
- École Séjour-Jeunesse (Pointe-Verte) (hors-fonction dès septembre 2017)

Section Restigouche
- École Académie Notre-Dame (Dalhousie)
- École Apollo-XI (Campbellton)*
- École Arthur-Pinet (Eel River Crossing)
- École Le Coin des Amis (Dundee)*
- École Domaine des Copains (Balmoral)
- École Mgr-Melanson (Val-D'Amours)*
- École Rendez-Vous des Jeunes (Saint-Arthur)* (hors-fonction dès septembre 2009)
- École Polyvalente Roland-Pépin (Campbellton)***
- École Versant-Nord (Atholville)

* École allant de la maternelle à la 6e année
** École allant de la 7e à la 8e année
*** École allant de la 7e à la 8e année, mais qui comprend aussi le secondaire (9e à la 12e année).

### Écoles secondaires
Section Chaleur
- École Secondaire Népisiguit (Bathurst)

Section Restigouche
- École Aux quatre vents (Dalhousie)
- École Polyvalente Roland-Pépin (Campbellton)